# Буравлев, Сергей Григорьевич
Сергей Григорьевич Буравлев (1911—?) — советский государственный и партийный деятель, 1-й секретарь Таганрогского горкома КПСС (1955 — 1957), лауреат Государственной премии СССР.

## Биография
Родился 28 апреля 1911 года в Петрограде.
В 1932 году окончил Воронежский инженерно-строительный институт.
По окончании института работал прорабом триангуляционного отряда. Затем перешёл работать на Воронежский авиационный завод им. К. Е. Ворошилова, где прошёл путь от старшего техника механического цеха до старшего диспетчера завода.
С 1934 года заочно обучался в филиале Новочеркасского авиационного института, после реорганизации которого был переведён в Ленинградский индустриальный институт, который окончил в 1940 году.
С 1941 по 1950 год работал главным технологом на Куйбышевском заводе авиационной промышленности. В 1952 году направлен главным технологом в Таганрог на авиационный завод имени Димитрова.
С 1954 года на партийной работе. С 1955 по 1957 год работал 1-м секретарём Таганрогского горкома КПСС. С 1957 года — заведующий промышленно-транспортным отделом Ростовского обкома КПСС. В 1958 году отозван в аппарат ЦК КПСС.

## Награды
- Орден Трудового Красного Знамени
- Орден Красной Звезды
- Орден «Знак Почёта»
- медали